# Westvleteren (sör)
A Westvleteren sör egyike annak a hat Belgiumban gyártott trappista sörnek, amely megfelel az International Trappist Association (Nemzetközi Trappista Szövetség) által támasztott követelményeknek és használhatja az Authentic Trappist Product logót. A Vleterenben készülő édes, fűszeres és gyümölcsös söröket Nyugat-Flandria legkisebb apátsági sörfőzdéjében a Szent Sixtus apátság szerzetesei főzik. 
A Westvleteren sörök gyártása nagyon kis volumenű, mivel az apátság szerzetesei önként korlátozzák a termelést mintegy évi 4800 hektoliterre. A kereslet azonban ugrásszerűen megnőtt 2005. június 15. óta, amikor egy amerikai oldal 30 000 sör közül a Westvleteren 12-t a világ legjobb sörének választotta .

## Története

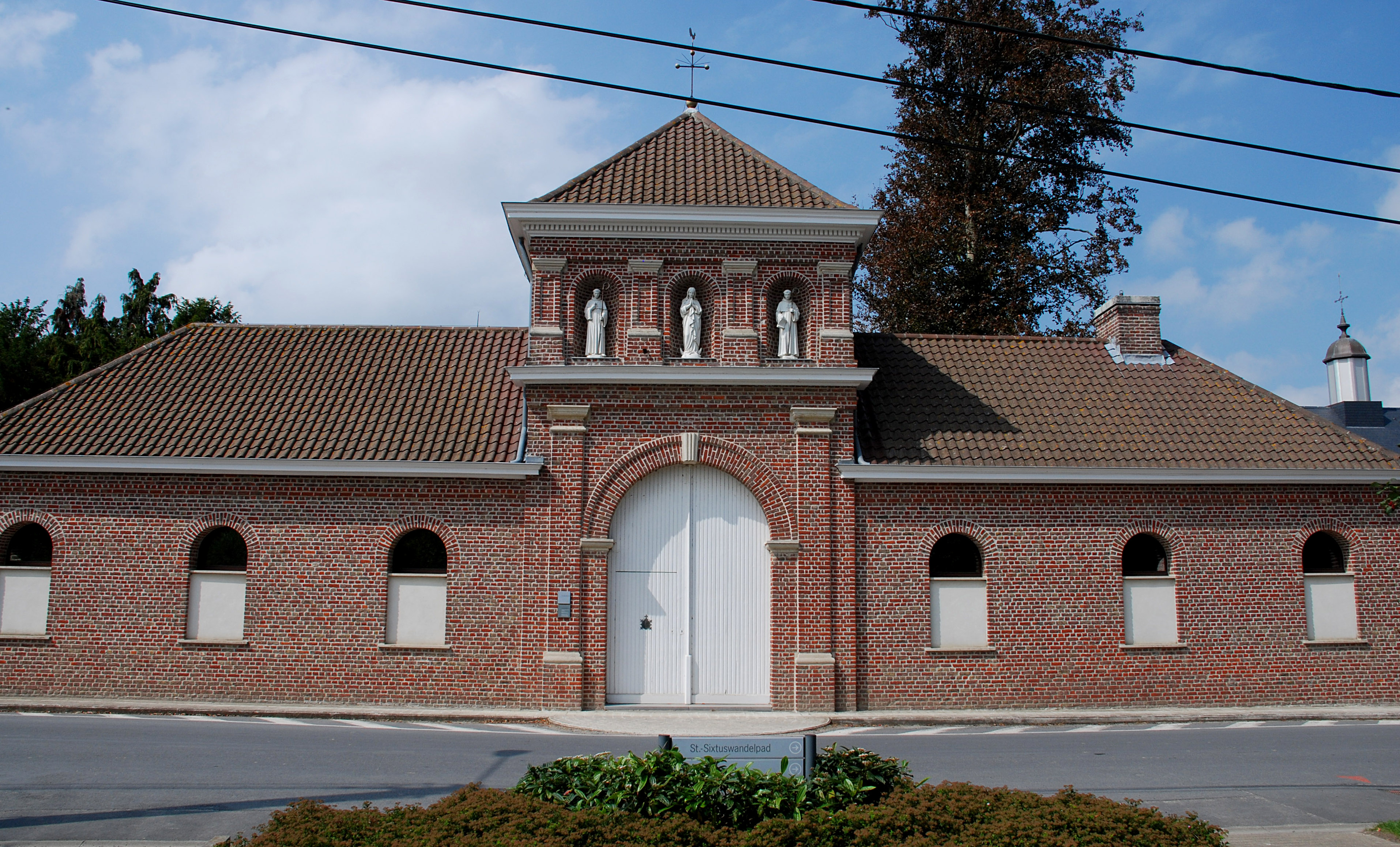
A Szent Sixtus Apátság bejárata

A Szent Sixtus apátságot a westvletereni erdőkben élő remete közösségek tagjai és a hozzájuk csatlakozó Mont-des-Cats francia apátság néhány szerzetese alapította 1831-ben. Az első pár év viszontagságai ellenére a közösség folyamatosan bővült. 1835-ben 23 szerzetes élt a kolostorban, akik az imának, az olvasásnak és a munkának szentelték életüket. Benedek szabálya szerint megélhetésük biztosítására földet műveltek, sajtot készítettek, és kis mennyiségben sört főztek.
A korabeli kolostor hivatalos sörfőzési engedélyét I. Lipót király 1839. április 19-én írta alá. Ugyanez év májusában készülhetett az első próbafőzet, és júniusban volt az első hivatalos sörfőzés. Ez a sör azonban nem a mai sörök egyike volt, hanem egy alig 2 százalék alkoholtartalmú variáns. Az első sörfőzde az első kolostorban kapott helyet, ám ott később kovácsműhelyt alakítottak ki. Az 1840-es év meghatározó volt a közösség életében, hiszen ekkor jött létre a templom, az általános iskola, és a második sörfőzde is. A kolostor 1871-ben emelkedett apátsági rangra, 1875 és ‘78 között pedig a térség kiemelt gazdasági vállalkozásaként működött.
1922. március 20-án a szerzetesek ismét a sörfőzde bővítésébe kezdtek és a „modernizált” negyedik sörfőzdében 1927. október 27-én készültek az első italok. Ez a sörfőzde túlélte a második világháborút, és bár az 1970-es években számos átalakítást végeztek a malátamalomban, az élesztőkamrákban, és a hűtőtartályokon, ez a gyár 1990. január 5-ig volt szolgálatban.
1945-ben az apát úgy döntött, hogy a termelést a szerzetesek megélhetésére elegendő mennyiségre korlátozza. A következő évben a watoui Sint-Bernardus sörfőzdére bízta a kereskedelmi termelést és az engedély alapján történő értékesítést. Az engedélyt 1962-ben 30 évre megújították. Az itt készülő söröket St. Sixtus néven főzik, míg az apátságban készülő italok neve Westvleteren.

## Értékesítés

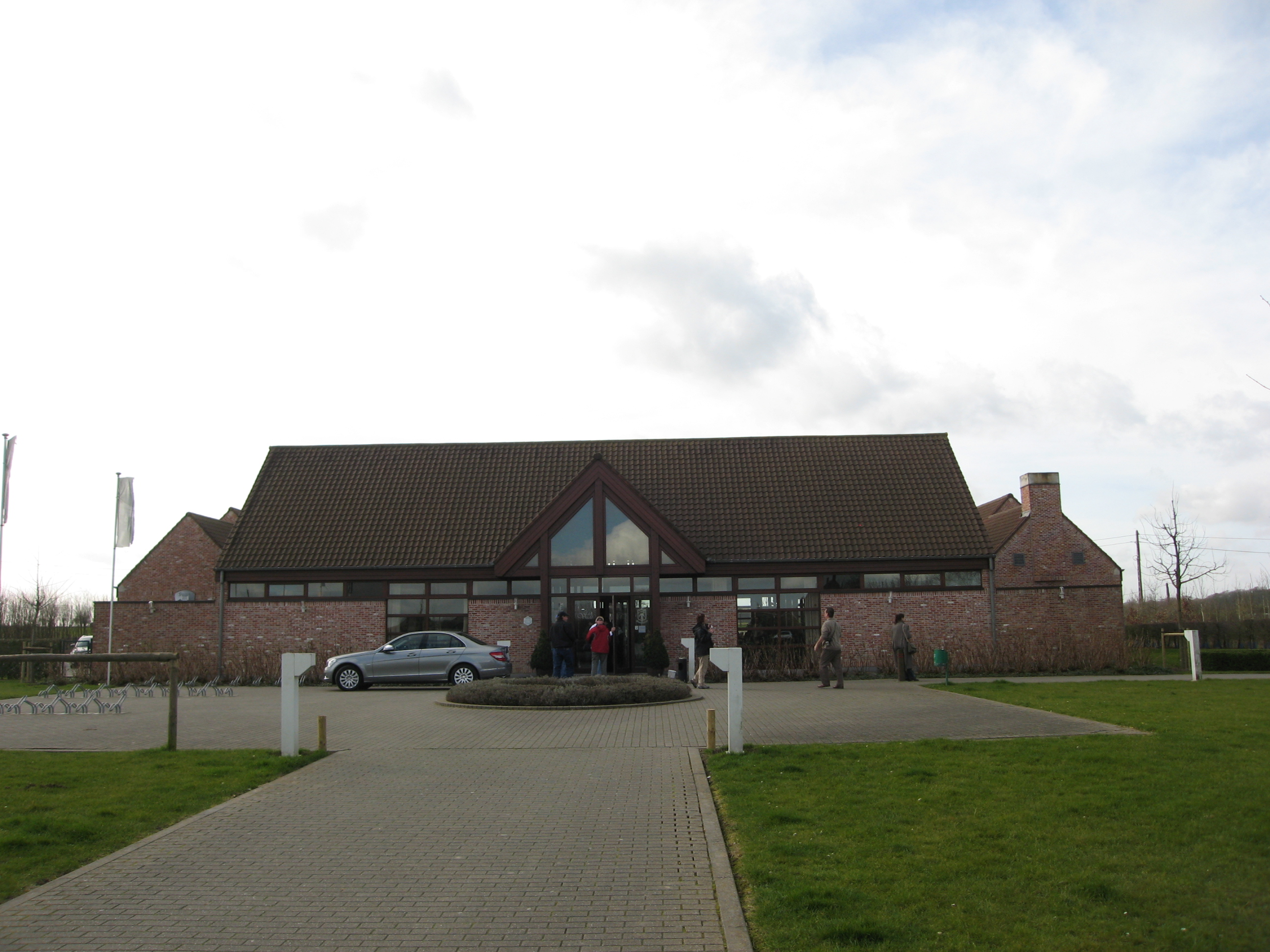
Cafè In de Vrede

Mivel a Szent Sixtus apátság sörfőzdéje az apátság működését és szociális tevékenységét kívánja finanszírozni, a Westvleteren söröket nem árusítják boltokban és vendéglátóhelyeken. Kizárólag az apátságban és az apátsággal szemközti kávézóban – Café In De Vrede – kapható.
2021 januárjában a Szent Sixtus Apátság szerzetesei kísérleti projektbe kezdtek: a Westvleteren trappista söröket webáruházon keresztül értékesítik, Belgium területén pedig házhozszállítással. 
A sörárusítás nem kereskedelmi célt szolgál és előzetesen regisztrált természetes személyek számára van fenntartva. Annak érdekében, hogy minél többen igénybe vehessék ezt a szolgáltatást, minden vásárló csak egy doboz sört rendelhet. A 24 palackot speciálisan kialakított kartondobozban szállítják, a rendelések kiszállítását futárszolgálat biztosítja.

## A Westvleteren sörök

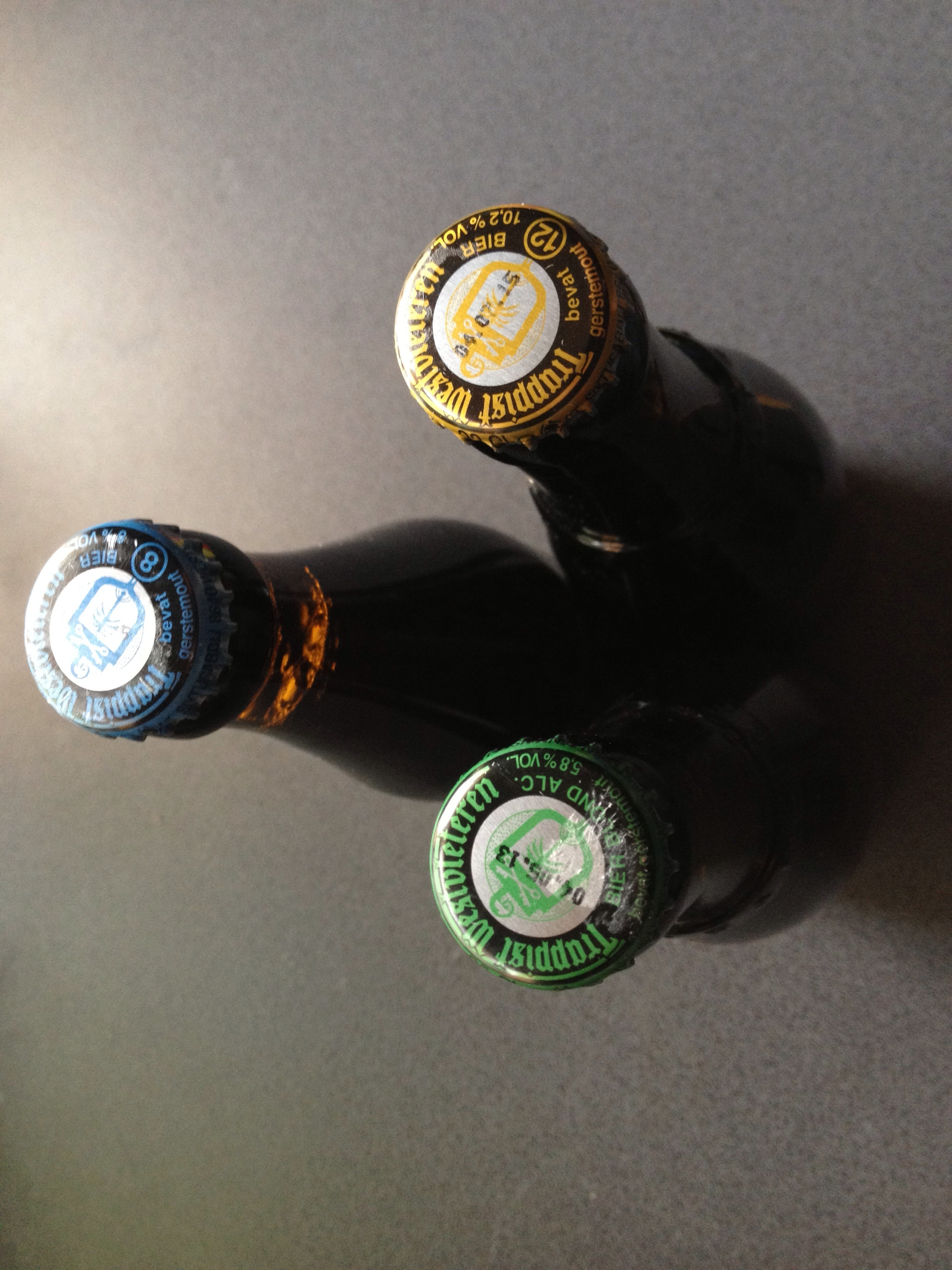
A Westvleteren sörök

A Szent Sixtus apátság szerzetesei által főzött háromféle Westvleteren trappista sör öt természetes alapanyagból – élesztő, komló, maláta, cukor, karamell és víz – készül. Mindegyik szűretlen és pasztőrözött, de színük, ízük és aromájuk egyedi. Palackjaik 1945 óta címke nélküliek.
1999-ig piros kupakkal egy 6,2%-os alkoholtartalmú sötét sört és zöld kupakkal 4%-os világos Paterbiert (“az atyák söre”) is gyártottak, amelyeket a Westvleteren Blonde váltott fel a sörfőzde kínálatában.
Trappist Westvleteren Blond (zöld kupak): 5,8%-os világos sör, íze kellemes citrusfélék friss és gyümölcsös illatával indul, amit a maláta édessége hoz egyensúlyba, majd a főzéshez használt jó adag komlóból fakadó határozott kesernyésség tesz teljessé. Finom és frissítő hatású, kiváló száraz utóízzel.
Trappist Westvleteren 8 (kék kupak): 8%-os sötét borostyán színű sör, terjedelmes fehér habbal. Illatában a zöld jegyek, a lágy gyümölcsök és egy kis karamell vonzó kombinációja érezhető. Íze összetett, gyümölcsös, malátás, komlós.

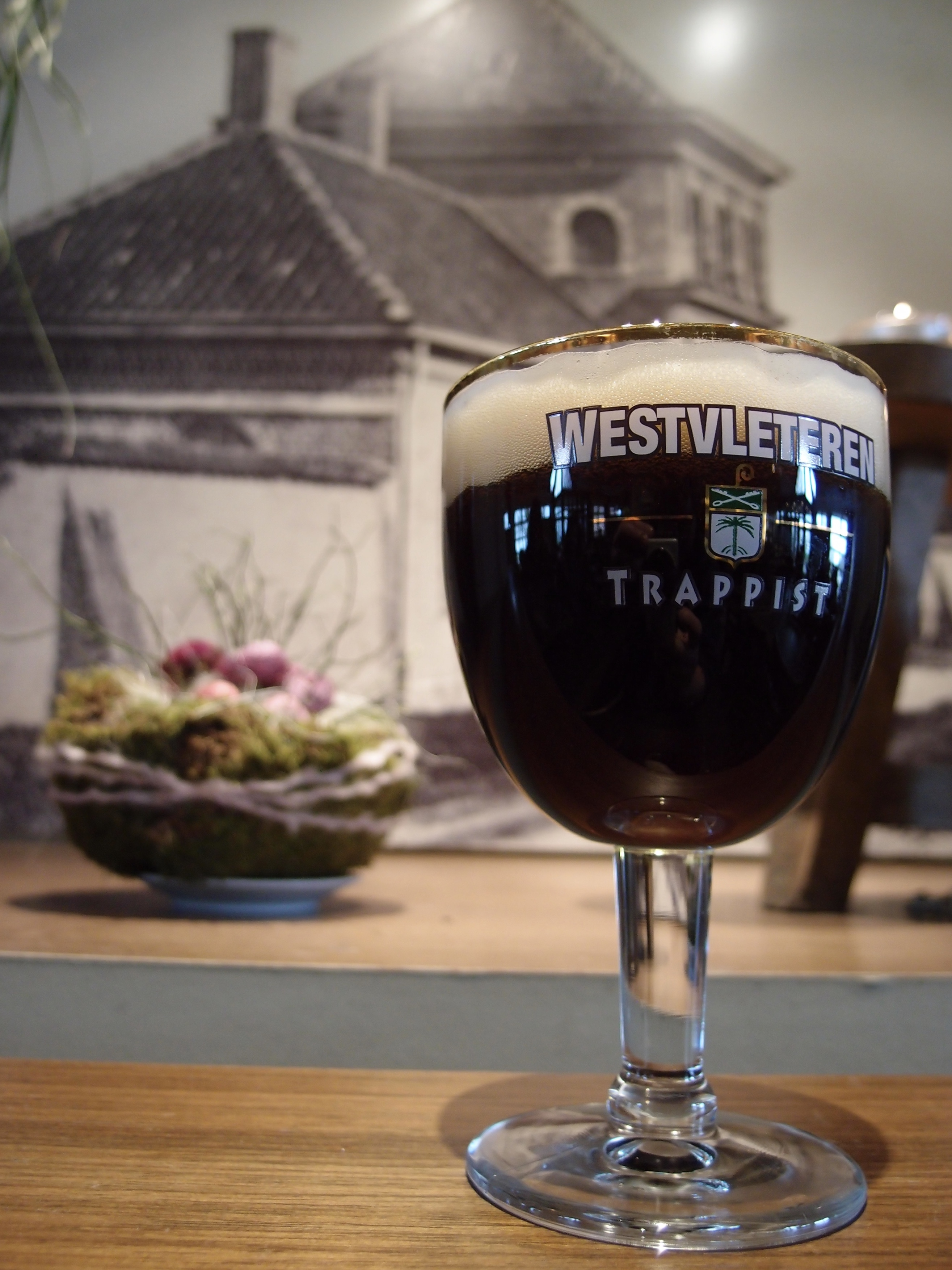
Westvleteren 12

Trappista Westvleteren 12 (sárga kupak): 10,2%-os sötétbarna sör, közepes bézs habbal, 1940 óta változatlan recept alapján készül. Ez a flamand burgundinak is nevezett Abbot (flamandul Abt) Belgium egyik legsűrűbb és legerősebb söre. A Westvleteren 12 mesterien összetett, lágy mazsolás-édes és diós illata tökéletesen passzol az enyhén csokoládés ízzel, amelyben az élesztő gyümölcsössége ugyanúgy jelentkezik, mint a mérsékelt szárazság a korty végén. Utóíze kellemesen telt, hosszan tartó és krémes. 2013. január 28-án a Ratebeer weboldala ismét a Westvleteren 12-t választotta a „világ legjobb sörének”. 
A Westvleteren 8 és Westvleteren 12 sörök kettős erjesztési technológiával készülnek, amelyben a palackozás során élő élesztőt adnak a sörösüvegbe, így egy bizonyos ideig közvetlenül a palackban erjed az ital, csak ezt követően kerül forgalomba. Szénsavasságuk és a malátás jellegük folyamatosan fejlődik ki.

## Lásd még
- Trappista sör
- Belga sör

## Külső hivatkozások
- A Szent Sixtus apátság hivatalos oldala
- A trappista söröket bemutató oldal (hollandul)
- Mesterházy Ernő: Itt készül a sörszakértők kedvence
- Article de la Libre Belgique (franciául)
- Sint Sixtus Abbey of Westvleteren Archiválva 2013. május 30-i dátummal a Wayback Machine-ben, a sörfőzde részletesebben a BeerTourism.com oldalon